# Oskar Marvik
Oskar Marvik (ur. 22 listopada 1995) – norweski zapaśnik walczący w stylu klasycznym. Brązowy medalista mistrzostw świata w 2021, a także mistrzostw Europy w 2023. Piąty na igrzyskach europejskich w 2019. Zdobył pięć medali na mistrzostwach nordyckich w latach 2014 – 2021. Trzeci na ME U-23 w 2017 i 2018 roku.
Mistrz Norwegii w latach 2016-2019, 2021-2023 i 2025; drugi w 2015 roku.